# سيندي أليشا
سيندي أليشا هي ممثلة ماليزية، ولدت في 12 ديسمبر 1985 في ماليزيا.